# Station Marton
Marton is een spoorwegstation van National Rail in Marton, Middlesbrough in Engeland. Het station is eigendom van Network Rail en wordt beheerd door Northern Rail. Het station is geopend in 1854.